# Иван Хитрец
Иван Хитрец (Загреб, 13. април 1911 — Загреб, 11. октобар 1946) је био југословенски и хрватски фудбалер.

## Каријера
Играо је за ХАШК, швајцарски Грасхоперс, Крајишник из Бања Луке и за Шпарту из Загреба.

## Репрезентација
За репрезентацију Југославије одиграо је 14 утакмица и постигао 10 голова.

### Голови за репрезентацију
| #   | Датум             | Место    | Противник    | Резултат | Такмичење               |
| --- | ----------------- | -------- | ------------ | -------- | ----------------------- |
| 1.  | 10. мај 1929.     | Букурешт | Румунија     | 3:2      | Куп пријатељских земаља |
| 2.  | 19. мај 1929.     | Париз    | Француска    | 3:1      | Пријатељска             |
| 3.  | 28. јун 1929.     | Загреб   | Чехословачка | 3:3      | Пријатељска             |
| 4.  | 28. октобар 1929. | Праг     | Чехословачка | 3:4      | Пријатељска             |
| 5.  | 28. октобар 1929. | Праг     | Чехословачка | 3:4      | Пријатељска             |
| 6.  | 15. март 1931.    | Београд  | Грчка        | 4:1      | Балкански куп           |
| 7.  | 21. мај 1931.     | Београд  | Мађарска     | 3:2      | Пријатељска             |
| 8.  | 25. октобар 1931. | Познањ   | Пољска       | 3:6      | Пријатељска             |
| 9.  | 25. октобар 1931. | Познањ   | Пољска       | 3:6      | Пријатељска             |
| 10. | 7. мај 1933.      | Цирих    | Швајцарска   | 1:4      | Пријатељска             |